# Darifenacin
Darifenacin ist eine organisch-chemische Verbindung aus der Klasse der Aromaten, die unter dem Handelsnamen Emselex® (Hersteller Novartis) als Arzneistoff zur Behandlung von Harninkontinenz eingesetzt wird.

## Pharmakologische Eigenschaften

### Wirkungsmechanismus (Pharmakodynamik)
Darifenacin ist ein selektiver M3-Acetylcholinrezeptor-Antagonist und damit ein Parasympatholytikum.

## Handelsnamen
Monopräparate
Emselex (D, A, CH), Enablex (USA, CDN)